# Sportler des Jahres 2014 (Deutschland)
Die Sportler des Jahres 2014 in Deutschland wurden von Fachjournalisten gewählt und am 21. Dezember im Kurhaus von Baden-Baden ausgezeichnet. Veranstaltet wurde die Wahl zum 68. Mal von der Internationalen Sport-Korrespondenz (ISK). Die Fußballnationalmannschaft der Männer wurde zum zehnten Mal als Mannschaft des Jahres ausgezeichnet. Zusätzlich wurde Antje Möldner-Schmidt mit dem mit 40.000 Euro dotierten Sparkassenpreis 2014 für ihre Erfolge und ihr Engagement ausgezeichnet, mit dem sie ein Vorbild für junge Sportler ist.

## Männer
| Platz | Sportler         | Sportart              | Punkte | Erfolge 2014                                                                    |
| ----- | ---------------- | --------------------- | ------ | ------------------------------------------------------------------------------- |
| 1.    | Robert Harting   | Leichtathletik        | 2100   | Europameister im Diskuswurf                                                     |
| 2.    | Eric Frenzel     | Nordische Kombination | 2055   | Olympiasieger Normalschanze und Team-Zweiter, Gesamt-Weltcupsieger              |
| 3.    | Felix Loch       | Rodeln                | 1467   | Olympiasieger Einzel und Staffel, Gesamt-Weltcupsieger                          |
| 4.    | Martin Kaymer    | Golf                  | 1419   | US-Open-Sieger, Gewinner Ryder-Cup mit dem europäischen Team                    |
| 5.    | Sebastian Kienle | Triathlon             | 1251   | Ironman-Welt- und Europameister                                                 |
| 6.    | Severin Freund   | Skispringen           | 0813   | Team-Olympiasieger, Skiflug-Weltmeister, Gesamt-Weltcupdritter                  |
| 7.    | Nico Rosberg     | Motorsport            | 0748   | Formel-1-Vizeweltmeister                                                        |
| 8.    | Marcel Kittel    | Straßenradsport       | 0742   | vierfacher Etappensieger Tour de France, zweifacher Etappensieger Giro d’Italia |
| 9.    | Felix Neureuther | Ski Alpin             | 0725   | Slalom-Weltcupzweiter                                                           |
| 10.   | David Storl      | Leichtathletik        | 0674   | Europameister im Kugelstoßen                                                    |

## Frauen
| Platz | Sportler              | Sportart              | Punkte | Erfolge 2014                                                                                   |
| ----- | --------------------- | --------------------- | ------ | ---------------------------------------------------------------------------------------------- |
| 1.    | Maria Höfl-Riesch     | Ski Alpin             | 3147   | Olympiasiegerin Kombination und Zweite Super-G, Gesamt-Weltcupzweite, Abfahrts-Weltcupsiegerin |
| 2.    | Natalie Geisenberger  | Rodeln                | 1830   | Olympiasiegerin Einzel und Staffel, Gesamt-Weltcupsiegerin                                     |
| 3.    | Carina Vogt           | Skispringen           | 1782   | Olympiasiegerin, Zweite im Gesamt-Weltcup                                                      |
| 4.    | Anna Schaffelhuber    | Monoskibob            | 1256   | fünffache Paralympics-Siegerin                                                                 |
| 5.    | Antje Möldner-Schmidt | Leichtathletik        | 0944   | Europameisterin im 3000-m-Hindernislauf                                                        |
| 6.    | Kristina Vogel        | Bahnradsport          | 0928   | Weltmeisterin im Keirin, Sprint und Teamsprint, Europameisterin im Keirin                      |
| 7.    | Lisa Brennauer        | Straßenradsport       | 0597   | Vizeweltmeisterin im Straßenrennen und Weltmeisterin im Mannschaftszeitfahren                  |
| 8.    | Sandra Auffarth       | Vielseitigkeitsreiten | 0564   | Weltmeisterin im Einzel und mit der Mannschaft                                                 |
| 9.    | Lena Schöneborn       | Moderner Fünfkampf    | 0557   | Europameisterin im Einzel und mit der Mannschaft                                               |
| 10.   | Christina Schwanitz   | Leichtathletik        | 0525   | Europameisterin im Kugelstoßen                                                                 |

## Mannschaften
| Platz | Sportler                                  | Sportart      | Punkte | Erfolge 2014                               |
| ----- | ----------------------------------------- | ------------- | ------ | ------------------------------------------ |
| 1.    | Fußballnationalmannschaft der Männer      | Fußball       | 4660   | Weltmeister, Erster der Weltrangliste      |
| 2.    | Skisprung-Team                            | Skispringen   | 1843   | Olympiasieger                              |
| 3.    | Volleyballnationalmannschaft der Männer   | Volleyball    | 1115   | Weltmeisterschaftsdritter                  |
| 4.    | FC Bayern München                         | Fußball       | 1073   | Deutscher Meister und Pokalsieger          |
| 5.    | SG Flensburg-Handewitt                    | Handball      | 0856   | Champions-League-Sieger                    |
| 6.    | VfL Wolfsburg (Frauen)                    | Fußball       | 0592   | Champions-League-Sieger, Deutscher Meister |
| 7.    | Dressur-Equipe                            | Dressurreiten | 0436   | Weltmeister                                |
| 8.    | Fed-Cup-Team                              | Tennis        | 0390   | Zweite im Fed Cup                          |
| 9.    | 4-mal-200-Meter-Schwimmstaffel der Männer | Schwimmsport  | 0333   | Europameister                              |
| 10.   | ERC Ingolstadt                            | Eishockey     | 0332   | Deutscher Meister                          |

## Weitere Auszeichnungen
- Trainer des Jahres: Norbert Loch (Rennrodeln)
- Sparkassenpreis für Vorbilder im Sport: Antje Möldner-Schmidt (Leichtathletik)